# Gran Chaco

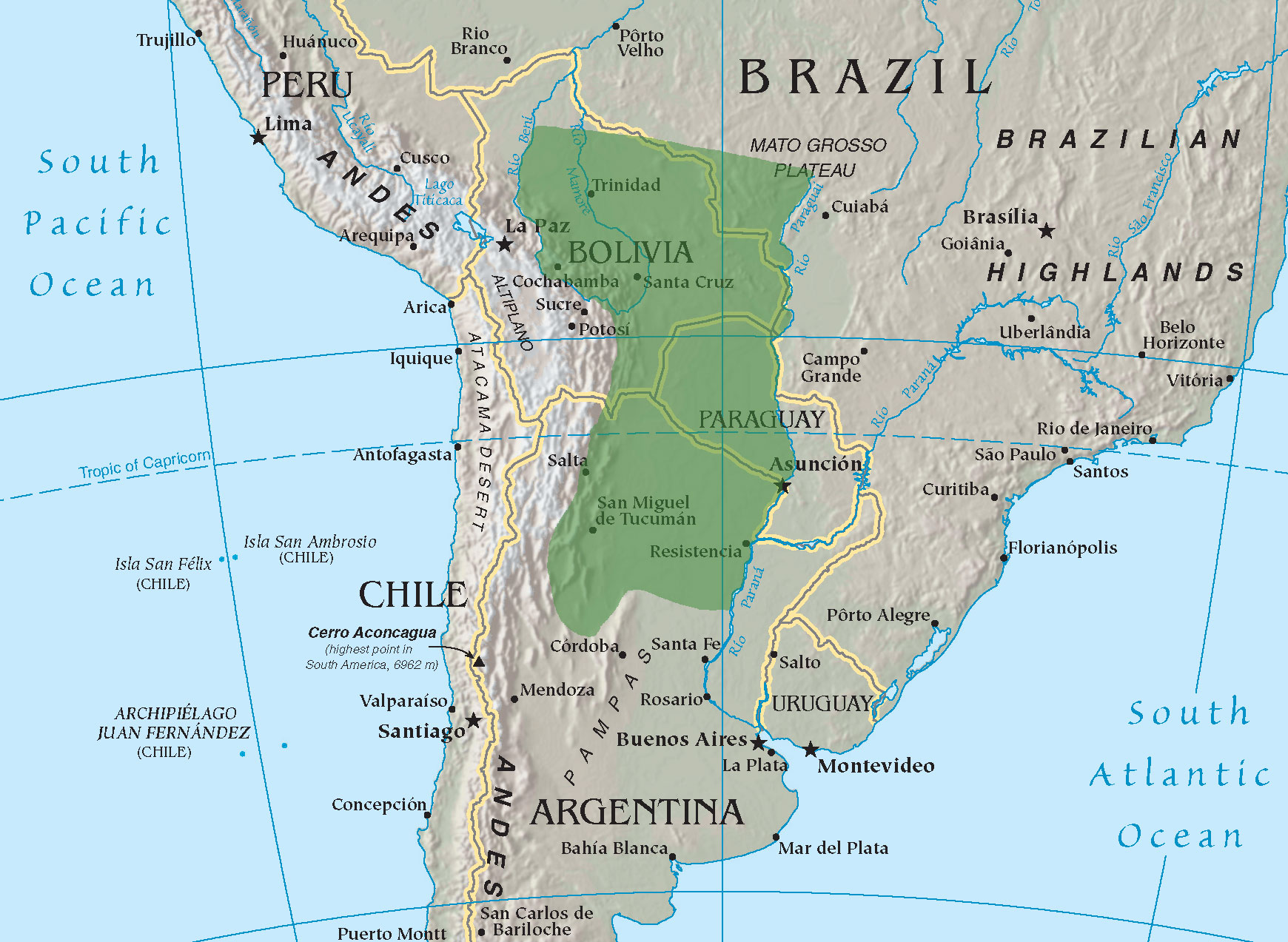
Locatie van de Gran Chaco

De Gran Chaco (Quechua: chaku; "jachtgrond", Spaans: El Gran Chaco of El Chaco) is een vlakte in Paraguay, Bolivia en Argentinië. Het gebied is ongeveer 650.000 vierkante kilometer groot. Er zijn veel Quebrachobomen (Schinopsis lorentzii) die de kleine bossen vormen. De vlakte was het woongebied van de Ayoreo-Totoniegosode, die echter daaruit werden verdreven door de ‘coñone’ (de ongevoeligen), de mensen van buiten het woud, die hun leefruimte ontginnen en verwoesten. 
Om het gebied is regelmatig gevochten, het meest recentelijk tussen 1932 en 1935 (de Chaco-oorlog).

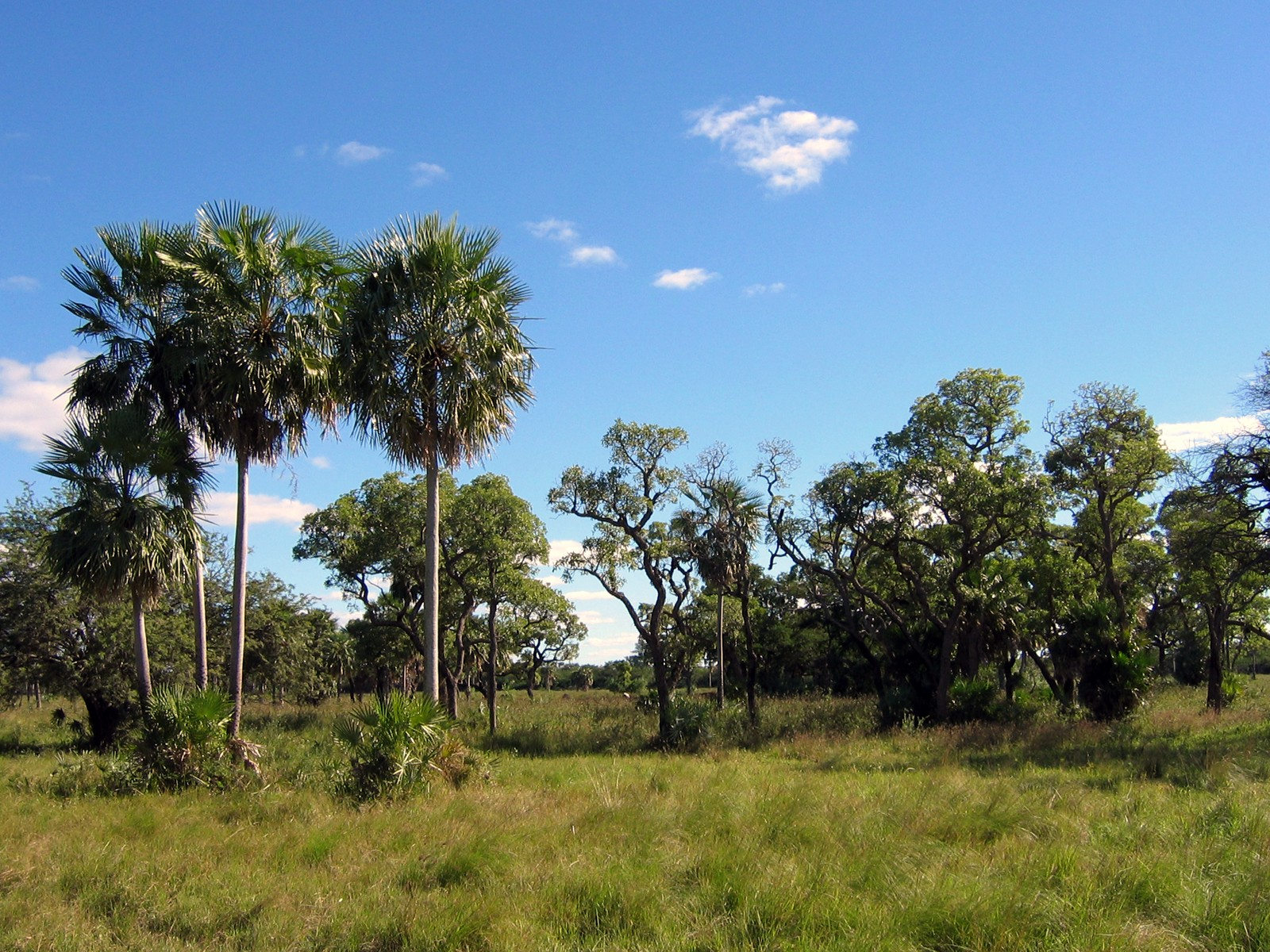
Landschap in de Gran Chaco in Paraguay